# 2007 في المملكة المتحدة
فيما يلي قوائم الأحداث التي وقعت خلال عام 2007 في المملكة المتحدة.

## سياسة

### تعيين في المنصب
- 1 يناير – أندريه غييم Langworthy Professor [الإنجليزية]‏.
- 16 مايو – أليكس ساموند وزير اسكتلندا الأول.
- 17 مايو – نيكولا ستارجن Deputy First Minister of Scotland [الإنجليزية]‏، Cabinet Secretary for Health and Wellbeing [الإنجليزية]‏.
- 24 يونيو – جوردون براون زعيم حزب العمال،وزير الخدمة المدنية [الإنجليزية]‏، رئيس وزراء المملكة المتحدة، اللورد الأول للخزانة.
- 27 يونيو – رث كيلي وزير الدولة للنقل [الإنجليزية]‏.
- 27 يونيو – كاترين أشتون زعيم مجلس اللوردات [الإنجليزية]‏.
- 28 يونيو – ألان جونسون Secretary of State for Health and Social Care [الإنجليزية]‏.
- 28 يونيو – جاك سترو وزير الدولة للعدل [الإنجليزية]‏، السيد المستشار.
- 28 يونيو – جاكي سميث وزير الدولة للشؤون الداخلية [الإنجليزية]‏.
- 28 يونيو – جون دينام Secretary of State for Innovation, Universities and Skills [الإنجليزية]‏.
- 28 يونيو – جون هاتون وزير الدولة للأعمال والتجارة [الإنجليزية]‏.
- 28 يونيو – ديفيد ميلباند وزير الدولة للشؤون الخارجية وشؤون الكومنولث [الإنجليزية]‏.
- 2 يوليو – تيريزا ماي Shadow Minister for Women and Equalities [الإنجليزية]‏.
- 2 يوليو – فيليب هاموند أمين عام الظل الأول لوزارة المالية [الإنجليزية]‏.
- 8 ديسمبر – جاستن ويلبي Dean of Liverpool [الإنجليزية]‏.

### انتهاء فترة المنصب
- 1 يناير – بارفين كومار رئيس الجمعية الطبية البريطانية.
- 24 يونيو – توني بلير زعيم حزب العمال،رئيس وزراء المملكة المتحدة، اللورد الأول للخزانة.
- 27 يونيو – بيتر غولدسميث، جولدسميث البارون النائب العام لإنجلترا وويلز [الإنجليزية]‏.
- 27 يونيو – جاك سترو زعيم مجلس العموم [الإنجليزية]‏.
- 27 يونيو – جوردون براون مستشار الخزانة.
- 27 يونيو – ديفيد ميلباند Secretary of State for Environment, Food and Rural Affairs [الإنجليزية]‏.
- 27 يونيو – رث كيلي Secretary of State for Housing, Communities and Local Government [الإنجليزية]‏.
- 27 يونيو – شيري بلير زوج رئيس وزراء المملكة المتحدة [الإنجليزية]‏.
- 28 يونيو – ألان جونسون وزير التعليم [الإنجليزية]‏.
- 2 يوليو – فيليب هاموند وزير دولة - ظل - للعمل والمعاشات [الإنجليزية]‏.

## رياضة
- 1 يناير – بطولة ويمبلدون 2007
- 1 يناير – كأس الأساتذة للتنس 2007
- 8 يوليو – جائزة بريطانيا الكبرى 2007 الفائز كيمي رايكونن.

## ظهور
- 1 يناير – فلورنس اند ذا مشين

## أفلام
من الأفلام التي صدرت هذه السنة في المملكة المتحدة:
- 1 يناير – 1408 من إخراج ميكايل هافستروم.
- 1 يناير – آخر ملوك اسكتلندا من إخراج كيفين ماكدونالد.
- 1 يناير – الأرض من إخراج ألاستيير فوثرغل، Mark Linfield [الإنجليزية]‏.
- 1 يناير – الجين القاتل من إخراج Tom Shankland [الإنجليزية]‏.
- 1 يناير – الحرب على الديمقراطية من إخراج جون بيلجر.
- 1 يناير – الحياة الوردية من إخراج أوليفيه داهان.
- 1 يناير – الفيلق الأخير من إخراج Doug Lefler [الإنجليزية]‏.
- 1 يناير – إليزابيث: العصر الذهبي من إخراج شيكار كابور.
- 1 يناير – بعد 28 أسبوع من إخراج خوان كارلوس فريسناديو، أندرو ماكدونالد (منتج أفلام)، داني بويل.
- 1 يناير – بي كايند ريوايند من إخراج ميشيل جوندري.
- 1 يناير – حصان الماء من إخراج جاي راسيل.
- 1 يناير – حلم كاسندرا من إخراج وودي آلن.
- 1 يناير – ريزدنت إيفل: الانقراض من إخراج راسل مولكاهي.
- 1 يناير – سن أوف رامباو من إخراج جاريث جينجس.
- 1 يناير – شوتنغ دوغز من إخراج مايكل كايتون-جونز.
- 1 يناير – قشعريرة البرد من إخراج غريغوري جاكوبس.
- 1 يناير – مانوليت من إخراج Menno Meyjes [الإنجليزية]‏.
- 1 يناير – مستر بينز هوليداي من إخراج Steve Bendelack [الإنجليزية]‏.
- 1 يناير – معركة من اجل حديثة من إخراج نيك برومفيلد.
- 1 يناير – هذه هي إنجلترا من إخراج شاين ميدوز.
- 25 يناير – ليلة سعيدة من إخراج جيك بالترو.
- 7 فبراير – تمرد هانيبال من إخراج بيتر ويبر.
- 9 فبراير – هدف 2 من إخراج جومي كوليت سيرا.
- 2 مارس – أصبحت جين من إخراج Julian Jarrold [الإنجليزية]‏.
- 6 أبريل – ضوء الشمس من إخراج داني بويل.
- 17 مايو – سيطرة من إخراج أنطون كربيجن.
- 21 مايو – القلب الكبير من إخراج مايكل وينتربوتوم.
- 28 يونيو – هاري بوتر وجماعة العنقاء من إخراج دايفيد ييتس.[1]
- 8 أغسطس – أربعة مذهلون: ظهور المتزلج الفضي من إخراج تيم ستوري [الإنجليزية]‏.
- 28 أغسطس – تكفير من إخراج جو رايت.
- 8 سبتمبر – الصبي أ من إخراج جون كرولي (مخرج أفلام).
- 10 سبتمبر – عبر الكون من إخراج جوليا تيمور.
- 11 سبتمبر – الحرير من إخراج فرانسوا جيرارد.
- 11 سبتمبر – ستاردست من إخراج ماثيو فون.
- 15 سبتمبر – الملكة من إخراج ستيفن فريرز.
- 26 سبتمبر – أشياء فقدناها في الحريق من إخراج سوزان بيير.
- 17 أكتوبر – العظمة من إخراج كريستوفر نولان.
- 27 نوفمبر – البوصلة الذهبية من إخراج كريس ويتز.
- 3 ديسمبر – سويني تود: الحلاق الشيطاني لشارع فليت من إخراج تيم برتون.
- 17 ديسمبر – آرن- فارس المعبد من إخراج Peter Flinth [الإنجليزية]‏.[2]

## برامج ومسلسلات وأنمي
- ذا آي تي كراود
- الخروف شون
- سوكي فو
- ثانوية الاستخبارات
- مغامرات سارة جين
- روما
- أجاثا كريستي بوارو

## موسيقى

### أغاني
من الأغاني التي صدرت هذه السنة في المملكة المتحدة:
- 22 أكتوبر – هومتاون غلوري من غناء أديل.

## كتب
من الكتب التي صدرت هذه السنة في المملكة المتحدة:
- 1 يناير – مفتاح جورج السري للكون من تأليف لوسي هوكينغ، ستيفن هوكينج.
- 1 مايو – الإله ليس عظيما من تأليف كريستوفر هيتشنز.
- 21 يوليو – هاري بوتر ومقدسات الموت من تأليف ج. ك. رولينج.

## مواليد

### ديسمبر
- 17 ديسمبر – جيمس، الفيكونت سيفيرن

## وفيات

### يناير
- 13 يناير – فرد وايت (مواليد 1916) لاعب كرة قدم من المملكة المتحدة.

### فبراير
- 6 فبراير – جوني ويليامز (مواليد 1926) ملاكم من المملكة المتحدة.[3]
- 6 فبراير – غاريث روبرتس (مواليد 1940) فيزيائي بريطاني.[4]

### أبريل
- 4 أبريل – كارين سبارك جونز (مواليد 1935)[5]
- 25 أبريل – ألان بول (مواليد 1945) لاعب ومدرب كرة قدم إنجليزي.[6]

### مايو
- 1 مايو – وينيفريد توتين (مواليد 1915)
- 8 مايو – مارك بورنس (مواليد 1936)[7]
- 18 مايو – إيان بانبوري (مواليد 1922) درّاج طريق من المملكة المتحدة.[8]

### يونيو
- 12 يونيو – والي هربرت (مواليد 1934) مستكشف من المملكة المتحدة.[9]

### يوليو
- 7 يوليو – آن مكلارين (مواليد 1927)[10]
- 16 يوليو – آلان شيبرد (مواليد 1935) متسابق دراجات نارية من المملكة المتحدة.
- 31 يوليو – نورمان كوهين (مواليد 1915) مؤرخ بريطاني.[11]

### أغسطس
- 3 أغسطس – جون جاردنر (مواليد 1926)[12]
- 10 أغسطس – أنطوني ويلسون (مواليد 1950)[13]
- 25 أغسطس – راي جونز (مواليد 1988) لاعب كرة قدم بريطاني.[14]

### سبتمبر
- 10 سبتمبر – أنيتا روديك (مواليد 1942)[15]
- 11 سبتمبر – إيان بورترفيلد (مواليد 1946) لاعب كرة قدم.[16]
- 15 سبتمبر – جيريمي مور (مواليد 1928) ضابط من المملكة المتحدة.[17]
- 15 سبتمبر – كولين ماكراي (مواليد 1968)[18]

### أكتوبر
- 16 أكتوبر – باربارا ويست (مواليد 1911)
- 16 أكتوبر – ديبورا كير (مواليد 1921)[19]
- 29 أكتوبر – دايفيد موريس (مواليد 1924)[20]

### نوفمبر
- 6 نوفمبر – دينيس سانت جون (مواليد 1928) ممثل من المملكة المتحدة.
- 8 نوفمبر – آرثر توماس (مواليد 1938) لاعب كرة قدم أيرلندي.
- 19 نوفمبر – ديك ويلسون (مواليد 1916) ممثل أمريكي.[21]

### ديسمبر
- 29 ديسمبر – فيل أودونيل (مواليد 1972) لاعب كرة قدم اسكتلندي.[22]